# Pedro Lemebel
Pedro Segundo Mardones Lemebel (21 tháng 11 năm 1952 – 23 tháng 1 năm 2015) là một nhà văn tiểu luận, phóng viên thời sự và tiểu thuyết gia người Chile.

## Các tác phẩm
- La esquina es mi corazón
- Loco afán: Crónicas del sidario (chronicles).  Santiago: LOM, 1996.
- De perlas y cicatrices (chronicles).  Santiago: LOM, 1998.
- Tengo miedo torero (novel). Santiago: Grupo Editorial Planeta, 2001.  (translated as My Tender Matador, published by Grove)
- La esquina es mi corazón (chronicles).  Santiago: Seix Barral, 2001.
- Zanjón de la Aguada.  Santiago: Seix Barral, 2003.
- Adiós, mariquita linda.
- Serenata cafiola.
- Háblame de amores.
- Poco hombre.